# Гергардсгофен
Гергардсгофен (нім. Gerhardshofen) — громада в Німеччині, розташована в землі Баварія. Підпорядковується адміністративному округу Середня Франконія. Входить до складу району Нойштадт-на-Айші–Бад-Віндсгайм. Складова частина об'єднання громад Юльфельд.
Площа — 27,20 км2. Населення становить 2489 ос. (станом на 31 грудня 2020).